# Dangerous Woman
„Dangerous Woman“ е третият студиен албум на американската певица Ариана Гранде. Албумът е издаден на 20 май 2016 от Republic Records и включва гост появи от Ники Минаж, Лил Уейн, Мейси Грей и Фючър.
Първоначално е бил озаглавен Moonlight, като първия му сингъл е бил Focus, но по-късно певицата решава, че иска да поеме в друга посока, сменя името с Dangerous Woman и премахва Focus от стандартната версия на албума, като песента остава само в японската делукс версия. Албумът е главно Поп и R&B, съдържайки и други жанрове като Денс Поп, Хаус и Реге. Главните продуценти на албума са Ариана Гранде, Макс Мартин и Саван Котеча, като всички от тях са писали и продуцирани песни по него.
Албумът е дебютирал под номер 2 в класацията за албуми на американското списание Билборд, ставайки първият албум на певицата, който не е достига номер 1 в Америка. Въпреки това той достига номер 1 в официалните класации на 12 други държави, някои от които са Германия, Великобритания, Австралия, Испания и Италия.
От албума са издадени 3 сингъла: Dangerous Woman, Into You и Side To Side. Всички от тях успяват да се класират в топ 15 на американската класация Billboard Hot 100 и да продадат повече от 2 милиона копия по света.

## Списък с песните

### Оригинален траклист
1. „Moonlight“
2. „Dangerous Woman“
3. „Be Alright“
4. „Into You“
5. „Side to Side“ (с Ники Минаж)
6. „Let Me Love You“ (с Лил Уейн)
7. „Greedy“
8. „Leave Me Lonely“ (с Macy Gray)
9. „Everyday“ (с Future)
10. „Bad Decisions“
11. „Thinking Bout You“

### Интернационално делукс издание и американско стандартно издание
1. „Sometimes“
2. „I Don't Care“
3. „Bad Decisions“
4. „Touch It“
5. „Knew Better/Forever Boy“
6. „Thinking Bout You“

Japanese Special Price Edition
16. Focus

### Target/MediaWorld издание
1. „Step on Up“
2. „Jason's Song (Gave It Away)“

### Японско делукс издание
1. „Focus“

### Японско коледно издание
1. „Intro“
2. „Wit It This Christmas“
3. „December“
4. „Not Just on Christmas“
5. „True Love“
6. „Winter Things“
7. „Into You“ (Alex Ghenea Remix) (с Mac Miller)

### Японско делукс издание (DVD)
1. „Dangerous Woman“ (видеоклип)
2. „Dangerous Woman“ (акапелно видео)
3. „Focus“ (видеоклип)
4. „Focus“ (текстово видео)

## Продажби
Dangerous Woman е вторият най-продаван албум на Гранде (като на първо място е албумът ѝ от 2014 My Everything) с 1 022 000 продадени копия. Всеки от синглите на албума е прекосил 2 милиона продадени копия. Първият сингъл – Dangerous Woman, е продал 2 196 000 копия, вторият сингъл – Into You, е продал 2 025 000 копия, а третият сингъл – Side To Side, е продал 2 135 000 копия.

## Грами
На 6 декември албумът е номиниран за две награди Грами. Едната от тях е за първия сингъл – Dangerous Woman, в категорията за най-добро поп солово изпълнение, а втората е за самия албум в категорията за най-добър поп вокален албум.

## Класации
| Година | Чарт                       | Позиция |
| ------ | -------------------------- | ------- |
| 2016   | Австралия (ARIA)           | #1      |
| 2016   | Америка (Билборд)          | #2      |
| 2016   | Белгия (Ultratop Flanders) | #2      |
| 2016   | Бразилия (ABPD)            | #1      |
| 2016   | Великобритания (OCC)       | #1      |
| 2016   | Германия (MegaCharts)      | #1      |
| 2016   | Ирландия (IRMA)            | #1      |
| 2016   | Испания (PROMUSICAE)       | #1      |
| 2016   | Италия (FIMI)              | #1      |
| 2016   | Канада (Билборд)           | #2      |
| 2016   | Корея (Gaon)               | #1      |
| 2016   | Мексико (AMPROFON)         | #1      |
| 2016   | Нова Зеландия (RMNZ)       | #1      |
| 2016   | Норвегия (VG-lista)        | #1      |
| 2016   | Тайван (Five Music)        | #1      |
| 2016   | Япония (Oricon)            | #2      |